# Hans Oscar Juel
Hans Oscar Juel (* 17. Juni 1863 in Stockholm; † 3. Juli 1931, vermutlich in Uppsala) war ein schwedischer Botaniker und Pilzkundler.
Sein botanisch-mykologisches Autorenkürzel lautet „Juel“.

## Leben
Juel studierte bis 1881 an der Universität Stockholm und promovierte 1890 mit Untersuchungen über den Rheotropismus der Wurzeln an der Universität Uppsala. „Rheotropismus“ bezeichnet das Verhalten gegenüber fließendem Wasser.
Von 1892 an lehrte er in Uppsala als Hochschuldozent, wurde dort 1902 Außerordentlicher Professor und schließlich 1907 Ordentlicher Professor (für Botanik?). Die Königlich Schwedische Akademie der Wissenschaften wählte ihn 1911 zum Mitglied. 1925 wurde er Ehrenmitglied der Akademie der Wissenschaften der UdSSR.

## Werke
Gefunden im Katalog der Universitätsbibliothek Uppsala; ergänzt aus dem Botanisches Centralblatt.
- Beiträge zur Kenntniss der Hautgewebe der Wurzeln. Kungl Svenska Vetenskapsakademiens Handlingar 9(9)/1884.
- Beiträge zur Anatomie der Marcgraviaceen. K Svenska Vetenskapsakad Handl 12(3:5)/1887.
- Muciporus und die Familie der Tulasnellaceen. K Svenska Vetenskapsakad Handl 23(3:12)/1897. Bot Centralblatt 74/1898:116–117.
- Die Ustilagineen und Uredineen der ersten Regnell'schen Expedition. K Svenska Vetenskapsakad Handl 23(3:10)/1897. Referiert in: Beihefte Bot Centralbl 7/1898:  S. 411–412.
- Stilbum vulgare Tode: Ein bisher verkannter Basidiomycet. K Svenska Vetenskapsakad Handl 24(3:9)/1898. Beihefte Bot Centralbl 9/1900: S. 426.
- Parthenogenesis bei Antennaria alpina (L) R. Br. Vorläufige Mittheilung. Bot Centralblatt 74/1898: S. 369–372.
- Die Kerntheilung in den Basidien und die Phylogenie der Basidiomyceten. In: Pringsheims Jahrbücher 32/1898: S. 361 ff. Referiert in: Bot Centralblatt 77/1899: S. 267–269.
- Untersuchungen über den Rheotropismus der Wurzeln. Jahrbücher Wiss Bot 34/1900: S. 507–538.
- Vergleichende Untersuchungen über typische und parthenogenetische Fortpflanzung bei der Gattung Antennaria. K Svenska Vetenskapsakad Handl Ny följd 33(5)/1900: S. 1–59. Bot Centralblatt 86/1901: S. 123–125.
- Pyrrhosorus, eine neue marine Pilzgattung. K Svenska Vetenskapsakad Handl 26(3:14)/1901: S. 1–16. Referiert in: Bot Centralblatt 89/1902: S. 539–540.
- Die Tetradenteilungen bei Taraxacum und anderen Cichorieen. K Svenska Vetenskapsakad Handl Ny följd 39(4)/1905.
- Studien über die Entwicklungsgeschichte von Hippuris vulgaris. Kungl Vetenskapssocieteten Uppsala. Nova acta… Ser. 4: 2(11)/1911.
- Linnés mikroskop. Svensk Botanisk Tidskrift 7(2)/1913: S. 196–201.
- Early investigations of North American flora, with special reference to Linnaeus and Kalm. Svenska Linné-sällskapets årsskrift 3/1920: S. 61–79.
- Cytologische Pilzstudien. Kungl Vetenskapssocieteten Uppsala. Nova acta … Ser. 4: 4(6)/1916; 5(5)/1921.
- Über die Blütenanatomie einiger Rosaceen. Nova acta Regiae Societatis Scientiarum Upsaliensis Ser. 4: Extra-Band 1927: S. 31.
- Beiträge zur Morphologie und Entwicklungsgeschichte der Rhamnaceen. K Svenska Vetenskapsakad Handl 23(3:7:3) / 1929, S. 1–13.

## Bedeutung
Juel gehört mit Eduard Strasburger zu den Pionieren, die in der Botanik Parthenogenese, die Entwicklung einer Pflanze aus einem unbefruchteten Ei, erforschten. Durch diese Art der Fortpflanzung fanden die Experimente Gregor Mendels mit Habichtskräutern eine erklärende Bestätigung: Manche Hieracien können „sowohl parthenogenetisch als auch nach einer Befruchtung keimfähige Früchtchen ausbilden“.
Für die Zoologie hatte Charles Bonnet die Jungfernzeugung bereits 1740 beschrieben.

## Ehrungen
John Axel Nannfeldt benannte 1981 den Brandpilz Exobasidium juelianum nach Juel. Auch die Pflanzengattung Juelia Aspl. aus der Familie der Balanophoraceae ist nach ihm benannt.